# Skytte vid olympiska sommarspelen 1932
De olympiska tävlingarna i skytte 1932 avgjordes den 12 och 13 augusti på Los Angeles-polisens skyttebana i Elysian Park i centrala Los Angeles. Skyttetävlingarna återkom till det olympiska programmet efter att ha utelämnats 1928 till stor del på grund av kontroverser runt sportens amatörregler.
Till skillnad från skyttetävlingarna 1912, 1920 och 1924, då ett flertal grenar arrangerats, tävlades det 1932 enbart i två. På grund av den pågående depressionen, svårigheterna att ta sig till Los Angeles samt de strikta amatörreglerna ställde enbart 41 deltagare från 10 länder upp i de två grenarna, 18 i pistoltävlingen och 26 i gevärsskyttet.

## Medaljörer
| Gren                                 | Guld                    | Silver                | Brons                               |
| Snabbpistol Detaljer...              | Renzo Morigi Italien    | Heinrich Hax Tyskland | Domenico Matteucci Italien          |
| 50 meter gevär, liggande Detaljer... | Bertil Rönnmark Sverige | Gustavo Huet Mexiko   | Zoltán Soós-Ruszka Hradetzky Ungern |

## Medaljtabell
| Pl.    | Nation   | Guld | Silver | Brons | Totalt |
| ------ | -------- | ---- | ------ | ----- | ------ |
| 1      | Italien  | 1    | 0      | 1     | 2      |
| 2      | Sverige  | 1    | 0      | 0     | 1      |
| 3      | Mexiko   | 0    | 1      | 0     | 1      |
| 3      | Tyskland | 0    | 1      | 0     | 1      |
| 5      | Ungern   | 0    | 0      | 1     | 1      |
| Totalt | Totalt   | 2    | 2      | 2     | 6      |